# Evangelienbuch

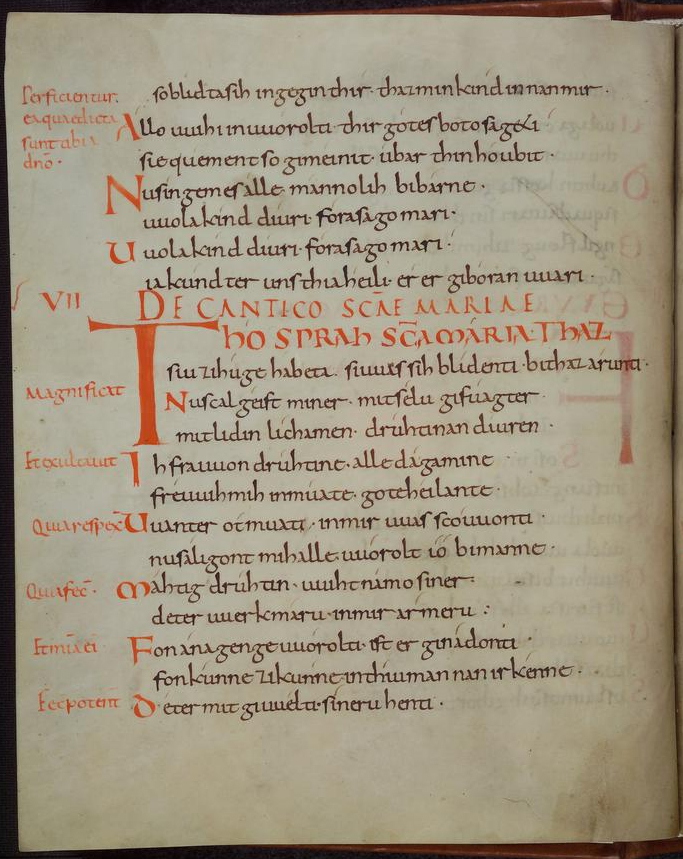
Evangelienbuch

Het Evangelienbuch (Nederlands: Evangelieboek) is een werk geschreven door Otfried von Weißenburg en geldt als een van de belangrijkste werken van de Oudhoogduitse literatuur. Het is, na de Oudsaksische Tatian en de Heliand, een derde versie van de evangeliënharmonie, gebaseerd op het Diatessaron van Tatianus. Het werd wellicht onder impuls van de toenmalige abt van Fulda, Hrabanus Maurus, geschreven.
Het werd later ook gedrukt (editio princeps) en gepubliceerd door Matthias Flacius Illyricus in 1571.